# Бутонцы

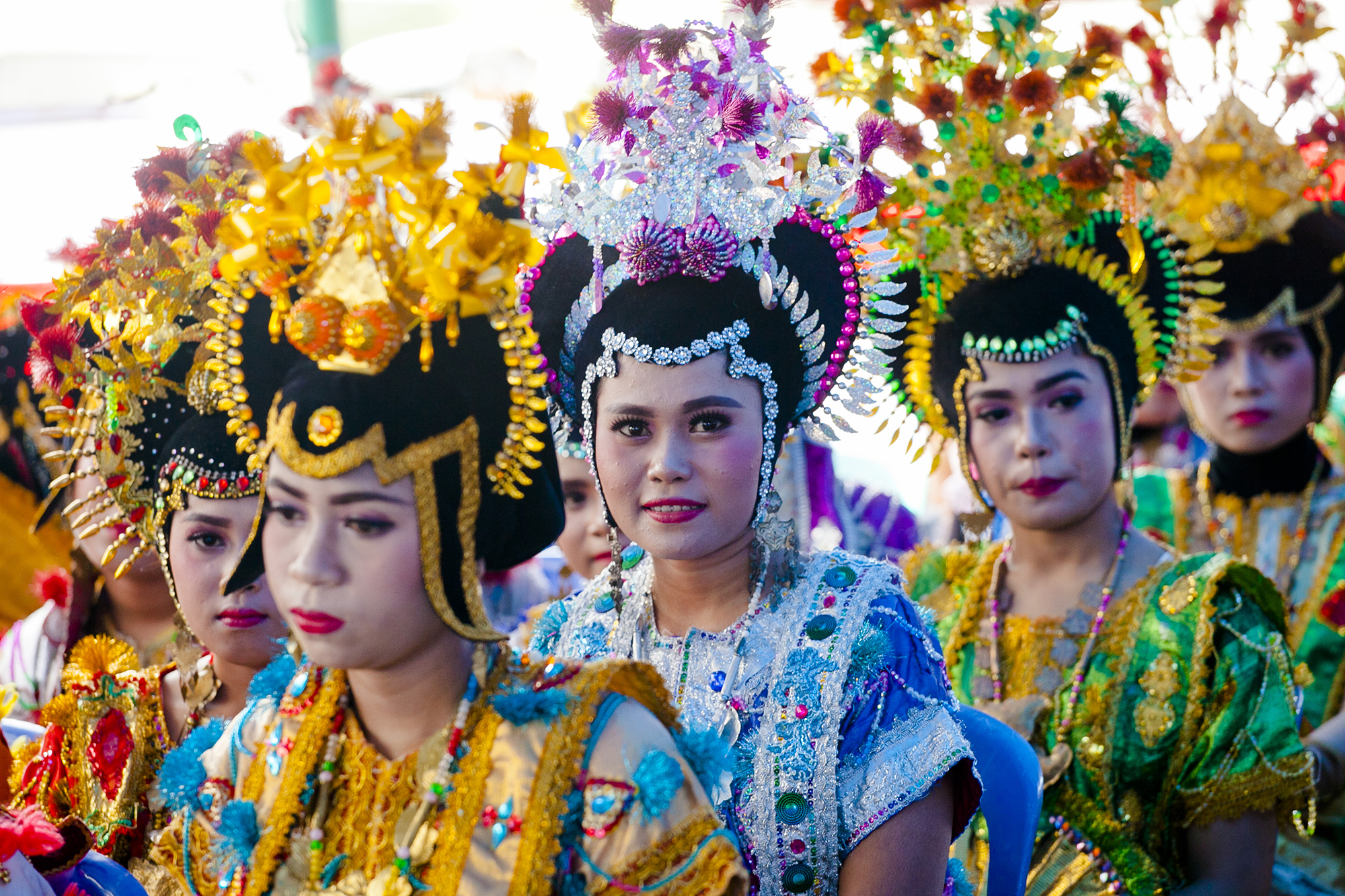
Бутонские девушки в ходе праздничного обряда по случаю совершеннолетия

Буто́нцы, также буту́нгцы, буто́нги, буту́нги (индон. suku Buton) — этническая общность в Индонезии, населяющая остров Бутунг и ряд более мелких соседних островов, расположенных у юго-восточной оконечности Сулавеси. Довольно значительные общины проживают за пределами этого ареала — в основном на самом Сулавеси и в восточных районах Индонезии, а также в соседней Малайзии. По данным научных исследований, общая численность бутонцев на начало 2010-х годов приближалась к миллиону человек, однако официальная государственная статистика Индонезии соответствующими данными не оперирует — в силу отсутствия однозначного общепринятого подхода к классификации этой общности.
Говорят на нескольких австронезийских языках, относящихся к муна-бутунгской ветви сулавесийских языков. Абсолютное большинство верующих мусульмане-сунниты, имеются небольшие общины протестантов и католиков, сохраняются некоторые пережитки язычества.
Исторически основные занятия — рыболовство и морская торговля. Предки современных бутонцев составляли основное население султаната Бутунг, существовавшего в этой части Малайского архипелага до середины XX века. Их активные миграции привели к расселению представителей этой общности на значительных пространствах Малайского архипелага.

## Определение
Этнографические параметры бутонцев не имеют чёткого общепринятого определения. Ещё в конце XX века некоторые источники, в том числе такое авторитетное российское издание, как «Народы и религии мира» говорили о них как о народе. Вместе с тем, во многих более современных источниках в их отношении применяется термин «этническая группа» и отмечается этническая неоднородность этой общности. В пользу последнего обстоятельства говорит и лингвистическая классификация этой части населения Сулавеси и сопредельных островов. В соответствии с современным научными понятиями, бутонцы говорят на нескольких различных языках, относящихся к муна-бутунгской ветви сулавесийских языков, тогда как гипотеза о существовании некоего единого бутонского языка, имевшая хождение в 1960-е—1980-е годы, оказалась несостоятельной.

## Численность и расселение

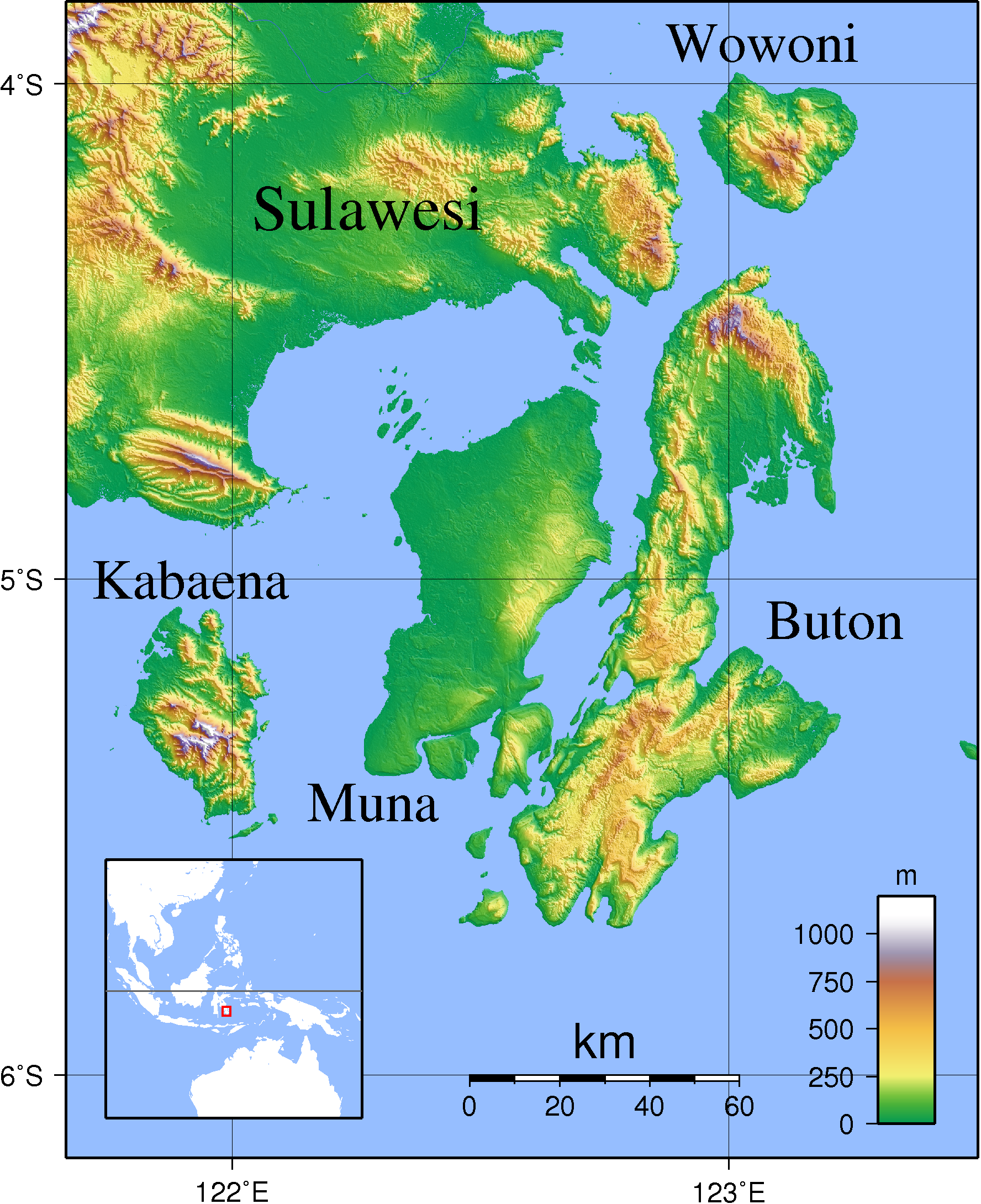
Исторический ареал расселения бутонцев

Этнографическая и лингвистическая неопределённость общности бутонцев существенно затрудняет установление её численности. Официальная индонезийская статистика не ведет соответствующих подсчётов: так, бутонцы не фигурируют в данных по этническому составу индонезийцев, публикуемых Центральным статистическим Агентством Индонезии по итогам общенациональных переписей населения 2010 и 2020 годов. Вместе с тем, широкое хождение как в Индонезии, так и на международном уровне имеют данные Института исследований Юго-Восточной Азии, основанные на исследованиях индонезийского демографа и экономиста Ариса Ананты (индон. Aris Ananta), профессора Университета Индонезии, президента Азиатской ассоциации изучения населения (англ. Asian Population Association). В соответствии с ними, численность бутонцев на начало 2010-х годов составляла 937 761 человек, и по этому показателю они занимали 23-е место среди народов и этнических групп Индонезии.
По данным Ананты, основная часть бутонцев — около двух третей их общей численности — проживает в пределах достаточно компактного изначального ареала расселения этой общности: на островах Бутунг, Муна, Кабаэна, Вавони и ряде более мелких островов, расположенных у юго-восточной оконечности Сулавеси, а также в сопредельных районах самого Сулавеси. Они являются наиболее многочисленной этнической группой индонезийской провинции Юго-Восточный Сулавеси, в которую входят все указанные территории: бутонцы составляют 23,3 % её населения. Довольно значительные общины бутонцев проживают также на Молуккских островах, составляя в расположенных на этом архипелаге провинциях Малуку и Северное Малуку, соответственно, более 10 % и 6,3 % населения.
Проживают представители этой этнической общности и в других районах Индонезии — преимущественно, на востоке страны, а также в соседней Малайзии, где их община составляет более 20 тысяч человек. Столь значительное дисперсное расселение бутонцев за пределами их изначального исторического ареала произошло в результате миграций, происходивших до XX века включительно: будучи умелыми мореходами и активными участниками региональных торговых обменов, они нередко оседали в ключевых пунктах коммерческих маршрутов, проходивших в акватории Малайского архипелага.

## Языки

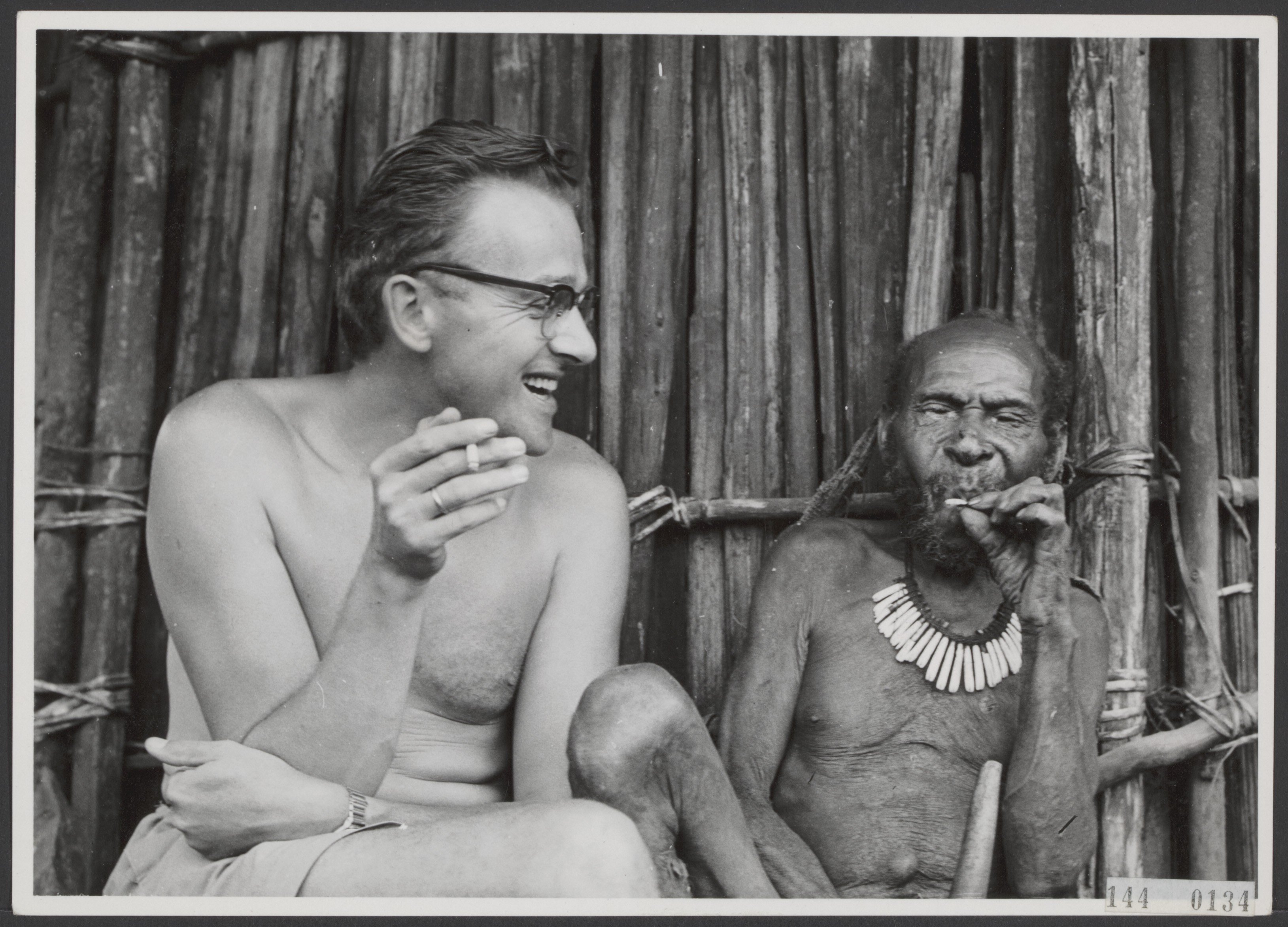
Йоханнес Корнелис Ансо, впервые выделивший бутунгскую подветвь языков. Фотография 1959 года

Изучение лингвистических реалий бутонцев началось еще в период нидерландского колониального владычества в Индонезии. С тех пор научные представления на этот счёт претерпели значительную эволюцию. К концу 1930-х годов сложилось мнение в пользу существования в рамках сулавесийских языков некоей муна-бутунгской ветви, состав которой оставался неопределённым. В 1960 году западногерманский линвист Рихард Зальцнер (нем. Richard Salzner) выступил с гипотезой существования бутонского языка, в рамках которого он выделил два диалекта — северный и южный. Однако более основательные исследования, проведённые позднее, выявили весьма значительное лингвистическое разнообразие бутонской общности, исключающее наличие у неё единого языка, даже распадающегося на диалекты. Уже в 1978 году нидерландский лингвист и антрополог Йоханнес Корнелис Ансо выделил в рамках муна-бутунгской языковой ветви бутунгскую подветвь в составе трёх самостоятельных языков: волио, камару и ласалиму. Дальнейшие изыскания подтвердили языковую разобщённость бутонцев, и выделение бутунгской подветви в рамках муна-бутунгских языков стало общепризнанным. При этом взгляды специалистов на количественный состав этой подветви разнятся. Наиболее многочисленной она выглядит в классификации Барбары Граймс (англ. Barbara F. Grimes), относящей к ней шесть языков: чиа-чиа, камару, волио, воту, ласалиму и кумбеваха, причём два последних эта австралийская лингвистка выделяет в обособленную подгруппу. Наряду с родными языками всё большее распространение среди бутонцев получает государственный язык страны — индонезийский.

## Религиозная принадлежность

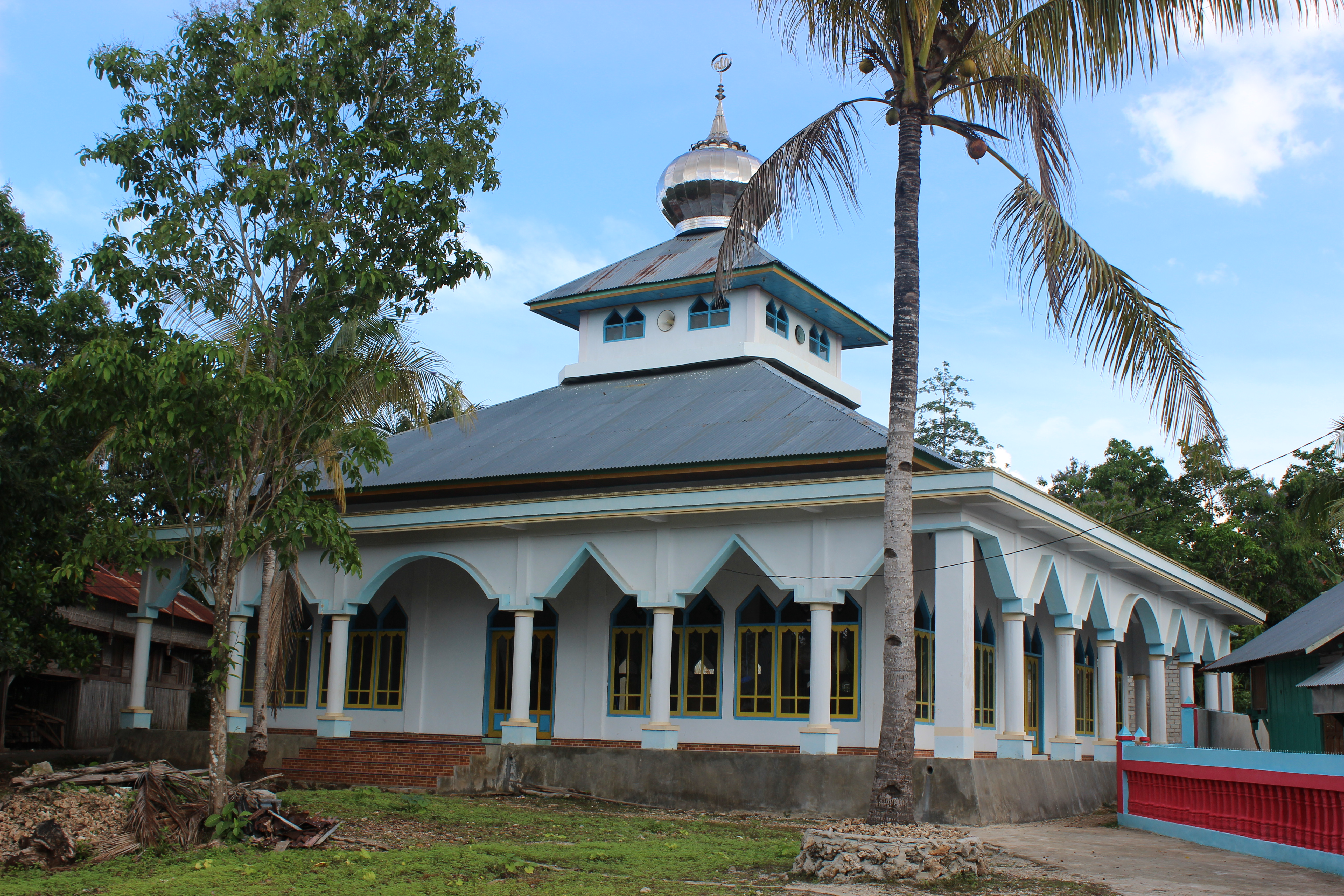
Мечеть на острове Бутунг

Абсолютное большинство бутонцев являются мусульманами-суннитами. Достаточно широкое распространение получило суфийское учение.
Ислам начал распространяться в районах их проживания на рубеже XV—XVI веков: к этому времени бо́льшая часть этих территорий уже около полутора веков была объединена в составе государства Бутунг. По мнению исследователей, первыми носителями новой религии были выходцы из расположенного на южной оконечности Малайского полуострова султаната Джохор, которые активно посещали эти места и, вероятно, даже сыграли определённую роль в этногенезе бутонской общности. В качестве еще одного возможного источника исламизации бутонцев рассматривается суланат Тернате, столица которого располагалась на одноимённом острове. Переход населения в новую веру существенно ускорился в середине XVI века после принятия мусульманства местным правителем Лакилапонто: после этого ислам стал здесь государственной религией, сам Лакилапонто принял титул султана с тронным именем Мухрум, а княжество Бутунг стало именоваться султанатом.
Несмотря на многовековой период мусульманства, специалисты отмечают слабое знание многими бутонцами – особенно в сельской местности – доктринальных основ этой религии. Более того, в их среде до настоящего времени сохраняются пережитки традиционных верований – анимизма, культа предков, а также вера в реинкарнацию, что специалисты считают наследием индуизма, который исповедовала часть жителей этих территорий в доисламскую эпоху.
За время нидерландского колониального владычества некоторая часть бутонцев перешла в протестантизм – преимущественно обитатели южной оконечности юго-западного Сулавеси. На начало XXI века к этой христианской конфессии принадлежит большинство жителей расположенных тут двух районах округа Бомбана, совокупное население которых составляет около 40 тысяч человек. На южном побережье острова Муна имеется католическая община, однако её численность многократно меньше.

## Традиционный социально-экономический уклад

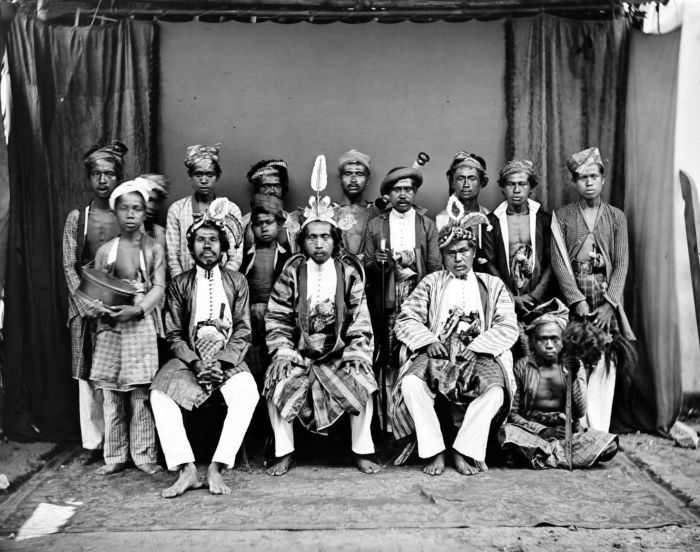
Бутонцы в праздничной одежде. Фотография конца XIX — начала XX века

Традиционно труд значительной части бутонцев связан с морем: большое развитие во все исторические периоды имели рыболовство, добыча морепродуктов (в особенности, трепангов и морских черепах) и жемчуга, морская торговля, а также другая работа, связанная с водным транспортом. Издавна практикуется добыча меди. Основные ремёсла — изготовление изделий из меди, некоторых других металлов и глины, обработка буйволиных шкур и рогов, ткачество.
В силу особенностей почв на этих территориях рисоводство не является здесь важнейший отраслью земледелия, в отличие от большинства других районов Индонезии. Главной продовольственной культурой у бутонцев традиционно является маниок. В колониальный период развитие получило плантационное производство кофе и хлопка, а также выращивание кукурузы.

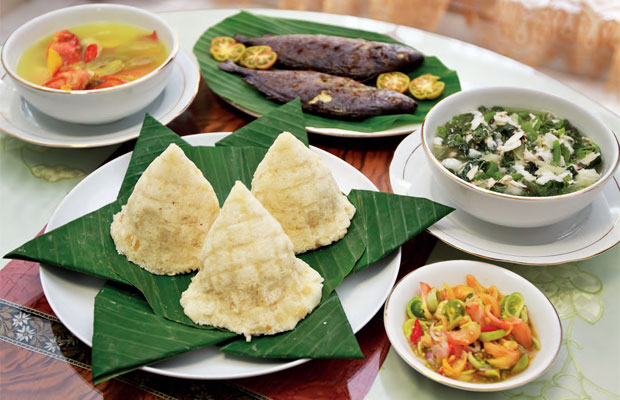
Касуами, поданные с рыбным супом, жареной рыбой и овощными салатами

Для местной кухни характерны блюда из маниока, саго, кукурузы, морепродуктов и курятины. Важнейшим специалитетом, признанным кулинарным символом бутонцев является касуами — варёное на пару изделие из маниоковой муки, имеющее характерную коническую форму, которое может служить самостоятельным кушаньем либо подаваться в качестве гарнира к различным блюдам.
Традиционные жилища деревянные, часто устанавливаются на сваи. Традиционная одежда — саронг, всё большее распространение получает одежда европейского типа, особенно у мужчин.
Брак изначально матрилокальный, к настоящему времени в основном неолокальный. За невесту семья жениха выплачивает калым, о его передаче обычно договариваются при посредничестве деревенского старосты.
Многие традиционные формы народного творчества утрачены. В то же время, широкое распространение имеет народная медицина, включающая как использование самодельных лекарственных средств растительного происхождения, так и различных заклинаний и подношений, призванных умилостивить сверхъестественные силы.